# Manifesto dei persiani

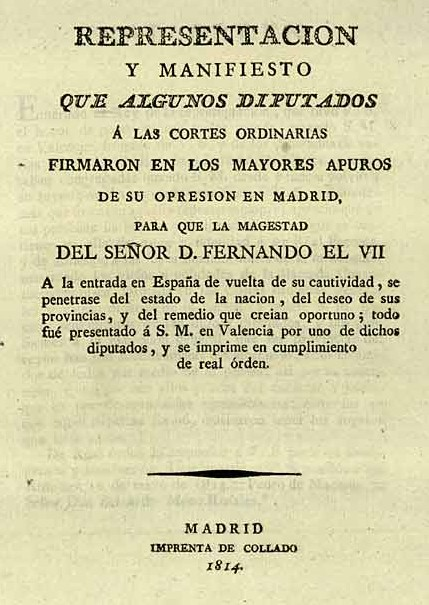
Copertina del manifesto

Il Manifesto dei persiani (in spagnolo Manifiesto de los Persas) fu un testo sottoscritto a Madrid il 12 aprile 1814 da 69 deputati spagnoli, capeggiati da Bernardo Mozo de Rosales e Juan López Reina, per sollecitare il sovrano Ferdinando VII, giunto a Puçol di ritorno dal suo esilio, a restaurare l'antico regime e ad abrogare le leggi delle Cortes di Cadice.
Il nome del manifesto fa riferimento all'usanza degli antichi persiani di tenere cinque giorni di anarchia a seguito della morte del re. Nel testo, quest'anarchia è associata al sistema liberale instaurato in Spagna con la promulgazione della Costituzione del 1812, quest'ultima considerata come il corrispettivo spagnolo della rivoluzione francese.
Ferdinando VII sfruttò poi il documento, nel maggio successivo, come base per il ritorno all'assolutismo.